# Arthur Nasse

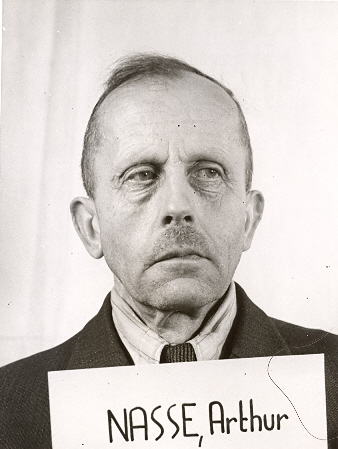
Arthur Nasse als Zeuge während der Nürnberger Prozesse

Arthur Wilhelm Rudolf Anton Nasse (* 2. August 1882 in Obervölklingen, Rheinprovinz; † 13. Dezember 1969 in Berlin-Lichterfelde) war ein deutscher Ministerialbeamter.

## Leben und Wirken
Nach dem Schulbesuch und dem Studium der Rechtswissenschaften wurde Nasse 1912 preußischer Gerichtsassessor. Im selben Jahr kam er zur Landesversicherungsanstalt Berlin, um ebenfalls noch 1912 in das Direktorium der Reichsversicherungsanstalt einzutreten.
1914 wurde Nasse juristischer Hilfsarbeiter bei der Preuß. Zentral-Boden-Kredit AG. Im folgenden Jahr wechselte er als Hilfsarbeiter zum Reichsaufsichtsamt für Privatversicherungen. 1917 trat er in das Reichsamt des Innern ein, wo er im selben Jahr zum Regierungsassessor ernannt wurde. 1918 folgte die Ernennung zum Regierungsrat im kaiserlichen Aufsichtsamt für Privatversicherungen.
1919 wurde Nasse Ministerialrat im Reichsministerium für Wiederaufbau. Später wechselte er ins Reichsministerium der Finanzen. Von 1930 bis 1936 fungierte Nasse er dort als Ministerialrat. 1939 übernahm er die Aufgabe eines Vertreters des Ministeriums im Garantieausschuss für Waffengeschäfte mit Jugoslawien. Von 1939 bis 1940 war er wieder im Ministerium selbst, nun als Ministerialdirigent, tätig. Während des Zweiten Weltkrieges war er außerdem Aufsichtsratsmitglied der Reichswerke Hermann Göring.
Nach dem Krieg trat Nasse als Zeuge in den Nürnberger Prozessen in Erscheinung: 1946 sagte er für die OMGUS-Ermittlungen gegen die Deutsche Bank aus.